# Rosetta (Film)
Rosetta ist ein Spielfilm des belgischen Brüderpaares Jean-Pierre und Luc Dardenne aus dem Jahr 1999. Das Drama wurde im Wettbewerb der 52. Internationalen Filmfestspiele von Cannes uraufgeführt und gewann dort die Goldene Palme für den besten Film. Die Festivaljury geriet durch ihre Entscheidung stark in die Kritik, während in Belgien der Film dazu beitrug, den „Rosetta-Plan“ auf den Weg zu bringen, ein Gesetz zur massiven Förderung jugendlicher Arbeiter.
Die Kinoveröffentlichung in Belgien startete am 22. September 1999.

## Handlung
Weil Rosettas Probezeit in einer Fabrik endet, ist der etwa 18-jährigen Arbeiterin gekündigt worden. Sie weigert sich, das zu akzeptieren, sie habe doch „gut“ gearbeitet und will nicht weg. Es kommt zum Handgemenge mit dem Vorarbeiter und einer Kollegin. Gegen ihren Widerstand zerren sie zwei Polizisten vom Gelände. Auf geheimen Schleichwegen, an denen sie ihre Gummistiefel versteckt hat, kehrt Rosetta zurück zum Campingplatz „The Grand Canyon“, wo sie mit ihrer alkoholkranken Mutter wohnt. Diese flickt mit der Hand gebrauchte Kleidung, die Rosetta nur mit Mühe verkaufen kann: Sommersachen gehen jetzt im Winter nicht. Mit einer Gabel gräbt sie Regenwürmer aus, mit denen sie Fischfallen bestückt, die sie im tiefen Teich auf dem Gelände versteckt. Bei der Suche nach Arbeit begegnet sie Riquet (Fabrizio Rongione), der an einem Waffelstand arbeitet und ihre Freundschaft sucht. Ihre immer wieder plötzlich auftretenden Bauchschmerzen behandelt sie mit Schmerzmitteln und indem sie ihren Bauch mit einem Haartrockner föhnt.
Riquet besucht Rosetta auf dem Campingplatz. Sie wirft ihn wütend zu Boden. Doch seine Kollegin wurde gefeuert, so dass nun eine Stelle für Rosetta frei ist. Rosetta versucht, ihre Mutter zum Aufenthalt in einer Entzugsklinik zu zwingen, und will ihr eine Nähmaschine kaufen. Die Mutter wehrt sich aber und läuft davon. Rosetta entscheidet sich, bei Riquet zu übernachten. Unbeholfen tanzen die beiden zur Musik seiner Rockband. Im Laufe des Abends entdeckt sie bei ihm ein Waffeleisen.
Rosetta verliert nach kurzer Zeit ihren Job in der Waffelbäckerei, weil der Sohn des Besitzers ihren Job bekommt. Wieder kommt es zu Handgreiflichkeiten. Sie umklammert einen schweren Mehlsack, um nicht gehen zu müssen. Sie lässt sich nur dadurch beruhigen, dass der Besitzer ihr verspricht, sich sofort bei ihr zu melden, falls wieder eine Stelle frei wird. Wieder beginnt ihre Arbeitssuche. Riquet fällt ins schlammige Wasser, als er Rosetta bei ihren Fischfallen hilft, und droht zu ertrinken. Sie zögert lange, bevor sie ihm hilft. Riquet bietet ihr an, ihm am Waffelstand zu helfen: heimlich verkauft er dort nebenbei Waffeln, die er auf eigene Rechnung gebacken hat. Nach kurzem Zögern verrät Rosetta ihn an den Besitzer. Sie ist zugegen, als Riquet gefeuert wird und erhält auf der Stelle seine Schürze. Betrogen und verletzt verfolgt Riquet Rosetta. Als er sie erwischt, kämpft sie heftig gegen ihn. Er will eine Rechtfertigung. Sie gesteht, dass sie seinen Job wollte.
Auch später taucht Riquet am Waffelstand auf. Wortlos verkauft sie ihm eine Waffel und ein Bier. Als sie nach Hause zurückkehrt, findet sie ihre Mutter bewusstlos im Freien und schleppt sie mühsam in den Campingwagen. Sie kocht sich ein hartes Ei, ruft ihren Chef an und erklärt, dass sie nicht mehr zur Arbeit kommen wird. Während sie das Ei isst, dreht sie das Gas auf und versucht ihre Mutter und sich selbst damit umzubringen, was misslingt, weil das Gas ausgeht. Sie kauft bei dem abweisenden Campingplatzbetreiber eine neue Gasflasche. Als sie die schwere neue Flasche zum Wohnwagen wuchtet, taucht Riquet auf und umkreist sie aggressiv mit seinem Mofa. Sie ignoriert ihn und schleppt die Flasche weiter. Endlich bricht sie weinend zusammen. Riquet hilft ihr auf. Sie schaut ihn an, während sie langsam wieder ihre Fassung zurückgewinnt.

## Auszeichnungen
- Internationale Filmfestspiele von Cannes 1999: Goldene Palme (Bester Film), Darstellerpreis (Émilie Dequenne), Preis der Ökumenischen Jury – Besondere Erwähnung
- Europäischer Filmpreis 1999: Nominierungen in den Kategorien Bester Film und Beste Darstellerin (Émilie Dequenne)
- César 2000: Nominiert in der Kategorie Beste Nachwuchsdarstellerin (Émilie Dequenne)
- Chicago Film Critics Association Awards 2000: Beste Nachwuchsdarstellerin (Émilie Dequenne)
- Independent Spirit Awards 2000: Nominiert in der Kategorie Bester ausländischer Film
- Joseph-Plateau-Preis 2000: Bester belgischer Film, Beste belgische Regie, Beste belgische Darstellerin (Émilie Dequenne), Box-Office-Preis, nominiert in der Kategorie Bester belgischer Darsteller (Fabrizio Rongione)
- Flaiano Film Festival 2000: Beste Regie